# Parafia Chrystusa Króla w Polanicy-Zdroju
Parafia Chrystusa Króla w Polanicy-Zdroju – parafia rzymskokatolicka z siedzibą w Polanicy-Zdroju, znajduje się w dekanacie polanickim w diecezji świdnickiej. Była erygowana w 1947 r. Jej proboszczem jest Zdzisław Świniarski sscc.

## Kościół parafialny
Kościół sercanów pod wezwaniem Chrystusa Króla położony jest w Sokołówce przy ulicy Reymonta 1, w południowej części miasta. Jest on jednym z trzech kościołów katolickich istniejących na terenie Polanicy-Zdroju. Poza tym w parafii istnieje jeszcze kaplica mszalna pod wezwaniem św. Floriana w Starkówku.

## Charakterystyka
Parafia Chrystusa Króla w Polanicy-Zdroju obejmuje swoim zasięgiem południową część miasta, w tym dzielnicę Sokołówka, która w 1977 roku stała się jego integralną częścią. W jej skład wchodzą następujące ulice: Broniewskiego (1–15), Graniczna, Kasprowicza, Kościuszki, Reymonta, Sienkiewicza, Sokołowskiego. Ponadto przynależą do niej trzy wioski z terenu gminy Bystrzyca Kłodzka: Pokrzywno, Paszków i Starkówek. Według danych z 2005 roku na jej obszarze zamieszkuje 500 wiernych.

## Historia parafii
Terytorium obecnej parafii Chrystusa Króla wchodziło od czasów średniowiecza w skład parafii św. Jerzego w Szalejowie Górnym, a następnie od okresu dwudziestolecia międzywojennego w skład nowo powstałej parafii polanickiej. Po zakończeniu II wojny światowej parafia znalazła się w granicach polskiej administratury apostolskiej archidiecezji wrocławskiej. Koniec lat 40. XX wieku to czas rozwoju sieci parafialnej. Z inicjatywy ówczesnego administratora archidiecezji ks. infułata Karola Milika 7 października 1947 roku wydzielono z polanickiej parafii nową jednostkę kościelną, nad którą opiekę powierzono zakonowi sercanów białych. W tym samym roku zaczęto prowadzić księgi metrykalne, a od 1952 kronikę parafialną. Od samego początku parafia wchodziła w skład polanickiego dekanatu, który w 2004 został włączony do nowo utworzonej diecezji świdnickiej.

## Proboszczowie
W ciągu kilkudziesięciu lat funkcjonowania parafii Chrystusa Króla w Polanicy-Sokołówce funkcję jej proboszcza sprawowali:
1. 1947–1949: Włodzimierz Zimoląg, sscc
2. 1949–1952: Władysław Dudzikowski, sscc
3. 1952–1962: Jerzy Zimoląg, sscc
4. 1962–1966: Augustyn Miodulski, sscc
5. 1966–1969: Andrzej Grabowski, sscc
6. 1969–1972: Piotr Lach, sscc
7. 1972–1978: Mieczysław Rećko, sscc
8. 1978–1982: Eugeniusz Szkocny, sscc
9. 1982–1991: Piotr Lach, sscc
10. 1991–1993: Henryk Dereń, sscc
11. 1993–2000: Józef Kuciński, sscc
12. 2000–2003: Alojzy Chojna, sscc
13. 2003–2010: Kazimierz Jasielczuk, sscc
14. 2010–?: Ireneusz Matysiak, sscc
15. Jerzy Grzanka, sscc[6]
16. Zdzisław Szymczycha, sscc
17. Zdzisław Świniarski, sscc[7][8].